# 대한민국의 특정도서 (제201호 ~ 제300호)
특정도서(特定島嶼)는 대한민국에서 《독도 등 도서지역의 생태계보전에 관한 특별법》에 따라 사람이 거주하지 아니하거나 극히 제한된 지역에만 거주하는 섬으로서 자연생태계·지형·지질·자연환경이 우수한 섬을 환경부장관이 지정하여 고시한 도서이다.

## 지정 목록

### 제201호 ~ 제300호
| 지정번호 | 도서명               | 지정사유 | 면적(m2) | 소재지                                                                  | 행정 구역 | 지정년도  | 지정년도 |
| -------- | -------------------- | --- | -------- | ----------------------------------------------------------------------- | --------- | --------- | -------- |
| 201      | 중방고도             | - 해식애, 파식대, 염풍화혈 등 지형․경관 우수 - 구실잣밤나무, 후박나무, 까마귀쪽나무 등 상록활엽수가 분포하며 소사나무군락이 우점 - 암반 조간대에서 조하대 상부까지 해조군락 발달 | 12,145   | 전남 진도군 조도면 가사도리 산404                                       | 전남      | '14.01.06 | 12차     |
| 202      | 하방고도             | - 마린포트홀, 해식애, 염풍화혈, 습곡구조 등 분포하며 상방고도, 중방고도와 어울리는 경관 우수 | 706      | 전남 진도군 조도면 가사도리 산403                                       | 전남      | '14.01.06 | 12차     |
| 203      | 상방고도             | - 해식애, 주상절리, 노치 등 지형․경관 우수 - 구실잣밤나무, 후박나무, 참식나무, 까마귀쪽나무 등 상록활엽수가 분포하며 소사나무군락이 우점 - 멸종위기생물 매가서식하며 가마우지가 번식하고 칼새서식 - 탁도가 비교적 낮아 해조류 생육에 양호한 환경                                       | 19,536   | 전남 진도군 조도면 가사도리 산405                                       | 전남      | '14.01.06 | 12차     |
| 204      | 솔섬                 | - 멸종위기생물 수달 서식, 검은머리물떼새 번식 | 1,889    | 전남 진도군 지산면 가학리 산174                                         | 전남      | '14.01.06 | 12차     |
| 205      | 직구도               | - 해식애, 해식동, 암석돔, 애추, 토르 등 경관 수려 - 동백나무군락, 우묵사스레피군락, 억새-밀사초군락 등 식생우수 - 멸종위기야생동물 매, 벌매, 섬개개비서식 - 희귀종 한국솜덩이해면 등 해안무척추동물 종다양성과 서식처 다양성이 높음 - 해조류 식환경이 우수하고 자연성이 높음           | 77,160   | 제주 제주시 추자면 대서리 산150-1                                       | 제주      | '14.01.06 | 12차     |
| 206      | 수령섬               | - 다양한 상록활엽수가 생육하는 후박나무군락 등 식생우수 - 멸종위기생물 섬개개비 서식 - 희귀종 한국솜덩이해면 등 해안무척추동물 종다양성과 서식처 다양성이 높음 - 해조류 서식환경이 우수하고 자연성이 높으며 풍부한 식생 발달                                                           | 45,719   | 제주 제주시 추자면 대서리 산 152                                        | 제주      | '14.01.06 | 12차     |
| 207      | 보론섬               | - 섬천남성, 덩굴민백미꽃 등 희귀식물생육 - 멸종위기생물 매, 팔색조, 흑비둘기, 섬개개비서식 - 해안무척추동물 종다양성과 서식처 다양성 높음 - 해조류 군집이 풍부하고 보전상태 양호 | 16,552   | 제주 제주시 추자면 대서리 산154                                         | 제주      | '14.01.06 | 12차     |
| 208      | 염섬                 | - 해식동, 시아치 등 경관 우수 - 멸종위기생물 매, 조롱이서식 - 해안무척추동물 종다양성과 서식처 다양성 높음 - 해조류서식 환경이 우수하고 자연성이 높으며 종 다양성 높음 | 14,380   | 제주 제주시 추자면 예초리 산87                                          | 제주      | '14.01.06 | 12차     |
| 209      | 대구을비도           | - 큰 규모의 해식애와 시스택 발달 등 자연경관 우수 - 멸종위기생물 수달 서식, 매 번식 - 한국고유종인 큰입이끼벌레 서식 등 해양무척추동물 종다양성 풍부 | 21,295   | 경남 통영시 한산면 매죽리 산67, 산67-1~8                                | 경남      | '14.12.30 | 13차     |
| 210      | 딴독섬               | - 해식애, 노치, 염풍화열 등 자연경관 우수 - 검은큰따개비, 거북손 등 다양한 해양무척추 서식으로 생태계 자연성 높음 | 1,373    | 경남 통영시 사량면 돈지리 산434                                         | 경남      | '14.12.30 | 13차     |
| 211      | 샛개끝               | - 노치, 마린 포트홀, 염풍화혈 등 자연경관 우수 - 해양무척추 종다양성과 서식처 다양성이 높음 - 멸종위기야생생물 매 서식 | 4,128    | 경남 통영시 산양읍 추도리 산64-1                                        | 경남      | '14.12.30 | 13차     |
| 212      | 대호도               | - 타포니, 포켓비치, 사주, 수직절리 등 자연경관 우수 - 해양무척추 종 다양성과 서식처 다양성이 높음 | 3,572    | 경남 통영시 사량면 양지리 산274, 산274-1~4, 산275                       | 경남      | '14.12.30 | 13차     |
| 213      | 돌거칠리도           | - 해식애, 타포니 발달 등 자연경관 우수 - 멸종위기야생동물 수달 서식 - 해양무척추동물 종다양성과 풍부도가 높음 | 7,543    | 경남 통영시 욕지면 노대리 산24-1                                        | 경남      | '14.12.30 | 13차     |
| 214      | 소구을비도           | - 해식애, 타포니 발달 - 후박나무, 동백나무, 구실잣밤나무 등 상록활엽수림 분포 - 멸종위기야생생물 수달, 구렁이 서식 | 4,201    | 경남 통영시 한산면 매죽리 산66, 산66-1~3                                | 경남      | '14.12.30 | 13차     |
| 215      | 녹운도               | - 해식동굴, 모래톱, 타포니 발달 - 멸종위기야생생물 수달 서식 | 20,042   | 경남 통영시 욕지면 동항리 산200                                         | 경남      | '14.12.30 | 13차     |
| 216      | 갈도쌍여             | - 해식애, 파식대 분포 - 다정큼나무군락이 분포하며 식생이 잘 보전 - 멸종위기야생생물 수달 서식 | 1,060    | 경남 통영시 욕지면 서산리 1017,1019                                     | 경남      | '14.12.30 | 13차     |
| 217      | 네바위               | - 해식애, 해식동굴 노치, 포트홀, 타포니 등 지형·경관 우수 - 멸종위기야생생물 수달 서식 | 3,152    | 경남 통영시 욕지면 연화리 234, 234-1~2, 235, 238                        | 경남      | '14.12.30 | 13차     |
| 218      | 갈산도2              | - 해식애, 해식동굴, 벌집형 타포니 발달 - 멸종위기야생생물 매 서식, 칼새 집단번식지 | 5,713    | 경남 거제시 장목면 시방리 산98                                          | 경남      | '14.12.30 | 13차     |
| 219      | 백사도               | - 파식대, 소규모 사주 발달 - 왜가리 집단 번식지(둥지 수 850여 개) | 3,426    | 경남 거제시 장목면 시방리 산96                                          | 경남      | '14.12.30 | 13차     |
| 220      | 갈산도1              | - 대규모 해식애, 해식동굴, 타포니 발달 - 멸종위기야생동물 매 서식 | 4,922    | 경남 거제시 장목면 시방리 산97                                          | 경남      | '14.12.30 | 13차     |
| 221      | 소치섬               | - 타포니, 나마, 토르, 해식애가 잘 발달 - 보리밥나무, 사철나무, 다정큼나무 등 상록활엽수림 발달 - 멸종위기야생동물 수달 서식 | 3,948    | 경남 고성군 삼산면 두포리 산358                                         | 경남      | '14.12.30 | 13차     |
| 222      | 소초도               | - 특정식물종 자리공 서식 및 해식동 발달로 해안경관이 우수 - 멸종위기종 수달 및 솔개와 흑비둘기 서식 확인 | 144,348  | 경남 통영시 욕지면 동항리 산6-1~11                                      | 경남      | '15.12.23 | 14차     |
| 223      | 적도                 | - 양쪽 섬을 잊는 적갈색의 꽃돌, 넓은 파식대와 벌지형 타포니 등에 의한 경관이 매우 우수 - 멸종위기종 수달 서식 확인 | 6,681    | 경남 통영시 욕지면 동항리 산7, 7-1~3                                    | 경남      | '15.12.23 | 14차     |
| 224      | 대가덕도             | - 다양한 화강암 풍화지형 및 탁월한 해식애, 대규모 해식동 등 지형경관이 우수 - 특정식물종 산마늘 생육하는 등 자연생태가 우수하고 다양한 조류의 중간기착지 | 120,595  | 인천 옹진군 덕적면 백아리 산181                                         | 인천      | '15.12.23 | 14차     |
| 225      | 낭각흘도             | - 절리면을 따라 해식애가 발달하고 지형적 자연성이 우수 - 괭이갈매기 집단번식지 | 44,727   | 인천 옹진군 덕적면 서포리 산449                                         | 인천      | '15.12.23 | 14차     |
| 226      | 소낭각흘도           | - 해식애, 해식대, 대규모 해식동 등 지형경관이 우수 - 괭이갈매기 집단번식지 | 19,041   | 인천 옹진군 덕적면 서포리 산450                                         | 인천      | '15.12.23 | 14차     |
| 227      | 서각흘도             | - 풍광이 뛰어나며, 지형경관이 우수 - 괭이갈매기, 한국재갈매기의 집단번식지 | 892      | 인천 옹진군 덕적면 서포리 산485~산487                                   | 인천      | '15.12.23 | 14차     |
| 228      | 말육도               | - 파식대, 시스택, 해식애 등 지형경관이 우수 - 멸종위기종 수달 및 매 서식 확인 | 6,942    | 경기 안산시 단원구 풍도동 산312                                         | 경기      | '15.12.23 | 14차     |
| 229      | 매박섬               | - 시스택, 육계사주, 시취 등의 지형경관이 우수 - 멸종위기종 매, 검은머리물떼새, 섬개개비 서식 확인 | 19,444   | 경기 화성시 우정읍 국화리 129                                           | 경기      | '15.12.23 | 14차     |
| 230      | 오력도               | - 타포니, 나마, 포트홀, 파식대 등 지형경관적 다양성이 풍부하고 우수 - 멸종위기종 수달, 검은머리물떼새, 알락꼬리마도요 서식 확인 | 2,574    | 충남 서천군 서면 마량리 산20                                            | 충남      | '15.12.23 | 14차     |
| 231      | 외조도               | - 해안선이 다채롭고, 파식대, 해식애, 타포니 등 해안경관이 우수 - 멸종위기종 매 번식 및 수달 서식 확인 | 12,788   | 전북 부안군 위도면 대리 산107                                           | 전북      | '15.12.23 | 14차     |
| 232      | 세항도               | - 퇴적층리, 구조선, 노치, 다양한 규모의 타모니 등 지형경관적 다양성이 풍부하고 우수 - 멸종위기종 수달, 검은머리물떼새 서식 확인 | 2,181    | 전북 부안군 위도면 정금리 산38                                          | 전북      | '15.12.23 | 14차     |
| 233      | 구지도               | - 멸종위기야생생물 Ⅰ급인 저어새, 노랑부리백로, Ⅱ급인 검은머리물떼새가 서식하며, 저어새의 국내 최대 번식지 - 시스택, 육계사주, 자갈 및 모래해빈 등 지형경관이 우수 | 50,082   | 인천 옹진군 연평면 연평리 산18-1~3                                      | 인천      | '16.12.22 | 15차     |
| 234      | 석도                 | - 해식애, 해식동, 자갈해안 등 지형경관이 다양하고 자연성이 우수 - 멸종위기야생생물 Ⅰ급인 수달 및 Ⅱ급인 섬개개비 서식 | 205,145  | 충남 태안군 근흥면 가의도리 산25                                        | 충남      | '16.12.22 | 15차     |
| 235      | 동격렬비도           | - 해식애, 시스택, 해식동, 시아치 등 지형경관이 우수 - 멸종위기야생생물Ⅰ급인 매와 Ⅱ급인 섬개개비 서식하고, 괭이갈매기 집단번식지 | 277,686  | 충남 태안군 근흥면 가의도리 산2                                         | 충남      | '16.12.22 | 15차     |
| 236      | 서격렬비도           | - 해식애, 해식동 등 지형경관의 자연성이 우수 - 멸종위기생물 Ⅱ인 섬개개비 서식하고, 괭이갈매기 집단번식지 | 128,903  | 충남 태안군 근흥면 가의도리 산2                                         | 충남      | '16.12.22 | 15차     |
| 237      | 흰여                 | - 해식애, 파식대, 고파식대 등 지형경관이 다양하고 우수 - 멸종위기야생생물 Ⅰ급인 수달 서식 | 23,199   | 전남 완도군 금일읍 장원리 산9                                           | 전남      | '16.12.22 | 15차     |
| 238      | 복생도               | - 해식애, 타포니, 파식대 등 다양한 지형으로 경관이 우수 - 멸종위기야생생물 Ⅰ급인 풍란, 수달 등이 서식 | 7,558    | 전남 완도군 보길면 예송리 산113                                         | 전남      | '16.12.22 | 15차     |
| 239      | 육산도               | - 멸종위기야생생물 Ⅰ급인 저어새 노락부리백로, Ⅱ급인 검은머리물떼새 등의 주요 번식지 | 41,355   | 전남 영광군 낙월면 송이리 산466                                         | 전남      | '16.12.22 | 15차     |
| 240      | 농가도               | - 넓게 발달한 파식대와 나마, 타포니 등 다양한 지형으로 경관이 우수 - 멸종위기야생생물 1급인 수달 서식 | 19,736   | 경남 통영시 사량면 돈지리 산260                                         | 경남      | '16.12.22 | 15차     |
| 241      | 안거칠리도           | - 시스택, 해식동 등 다양한 지형경관이 매우 우수 - 멸종위기야생생물 Ⅰ급인 수달 및 Ⅱ급인 솔개․구렁이 서식하고, 식물구계학적 특정식물 등 식물다양성이 풍부 | 33,376   | 경남 통영시 욕지면 노대리 산24,145-1~4, 145-8,145-11,145-1 3,145-15,146 | 경남      | '16.12.22 | 15차     |
| 242      | 하서도 (수렁여)      | - 수직, 수평 절리가 발달, 토르, 거력낙화 등 지형경관의 다양성이 우수 | 4,594    | 경남 통영시 욕지면 노대리 산3                                           | 경남      | '16.12.22 | 15차     |
| 243      | 솔여도               | - 수평절리가 발달하고 넓은 파식대, 타포니 등 지형경관이 우수 - 멸종위기야생생물 Ⅱ급인 솔개 서식 | 3,544    | 경남 통영시 욕지면 노대리 산32                                          | 경남      | '16.12.22 | 15차     |
| 244      | 자사리제도(5)        | - 타포니가 매우 발달하여 시스택, 나마 등 다양한 지형으로 지형경관이 우수 - 멸종위기야생생물 1급인 수달 서식 | 19,862   | 경남 통영시 욕지면 동항리 산206                                         | 경남      | '16.12.22 | 15차     |
| 245      | 대혈도               | - 해식애, 해식곡, 자갈해안 다양한 지형경관 보유하고, 멸종위기생물 1급인 수달 서식 - 식물구계학적 특정식물 등 식물다양성이 풍부 | 38,750   | 경남 통영시 한산면 두억리 산114,714-4                                   | 경남      | '16.12.22 | 15차     |
| 246      | 소덕도               | - 시스택, 해식곡 등 다양한 지형으로 경관이 매우 우수 - 멸종위기야생생물 Ⅰ급인 수달 서식 - 다양한 상록활엽수림을 비롯하여 식물구계학적 특정식물이 다수 분포하는 등 식물다양성 풍부 | 22,468   | 경남 통영시 한산면 매죽리 산5-1,산5-15, 일부사유지제외(산5-2～14        | 경남      | '16.12.22 | 15차     |
| 247      | 춘복도 (충복도)      | - 해식곡, 타포니 등 지형경관이 우수 - 멸종위기야생생물 1급인 수달 서식 - 다양한 상록활엽수림을 비롯하여 식물구계학적 특정식물이 다수 분포하는 등 식물다양성 풍부 | 15,868   | 경남 통영시 한산면 비진리 산97,산9                                      | 경남      | '16.12.22 | 15차     |
| 248      | 중수도               | - 퇴적층리, 해식애, 수평층리, 토어 등 지형경관이 우수 - 상록활엽수와 식물구계학적 특정식물 등 식물다양성 풍부 - 멸종위기 야생생물 Ⅰ급 매와 II급 섬개개비 서식 | 12,883   | 충남 보령시 오천면 외연도리 산536                                       | 충남      | '17.12.22 | 16차     |
| 249      | 소길산도             | - 해식애 해안과 노치, 해식동, 타포니 등 지형경관이 우수 - 낙엽활엽수 발달 및 식물구계학적 특정식물 등 식물다양성 풍부 - 멸종위기 야생생물 Ⅰ급 수달 및 II 급 섬개개비 서식 | 15273    | 충남 보령시 오천면 녹도리 산10                                          | 충남      | '17.12.22 | 16차     |
| 250      | 십이동파도6 (병풍도) | - 주상절리로 구성된 해식애와 박리 발달 등 지형경관이 우수 - 한반도 고유종 백운산원추리 등 식물다양성 풍부 - 멸종위기 야생생물 II 급 검은머리물떼새, 섬개개비 서식 | 64,701   | 전북 군산시 옥도면 연도리 170                                           | 전북      | '17.12.22 | 16차     |
| 251      | 각거도               | - 해식애, 해식동, 시스텍, 파식대, 노치 등 지형경관이 우수 - 특이식생 및 식물구계학적 특정식물 등 식물다양성 풍부 - 멸종위기 야생생물 Ⅰ급 매 서식 및 칼새의 집단번식지 | 48,595   | 전남 영광군 낙월면 각이리 산10                                          | 전남      | '17.12.22 | 16차     |
| 252      | 석도 (누에도)        | - 주상절리, 시스텍, 해식곡 등 지형경관이 우수 - 한반도 고유종 백운산원추리, 식물구계학적 특정식물 등 식물다양성 풍부 - 멸종위기 야생생물 Ⅰ급, II급 검은머리물떼새 서식 - 괭이갈매기 집단번식지                                                                                         | 234,144  | 전북 군산시 옥도면 비안도리 지번미부여                                  | 전북      | '18.12.04 | 17차     |
| 253      | 무명도2              | - 암석해안, 해식애, 단층구조선 등 지형경관이 우수 - 멸종위기 야생생물 Ⅰ급 수달 서식 - 해안무척추동물의 종다양성 및 서식처 다양성 풍부 | 7,233    | 충남 보령시 오천면 외연도리 482                                         | 충남      | '18.12.04 | 17차     |
| 254      | 질마도 (석도)        | - 암석해안, 타포니 발달 등 지형경관이 우수 - 식물구계학적 특정식물종 노랑하늘타리 등 생육 - 멸종위기 야생생물 Ⅰ급 수달, II급 섬개개비 서식 - 해안무척추동물의 종다양성 및 서식처 다양성 풍부                                                                                           | 1,905    | 충남 보령시 오천면 외연도리 산539                                       | 충남      | '18.12.04 | 17차     |
| 255      | 아랫노랑이섬         | - 타포니, 토르, 해식동 등 지형경관이 우수 - 식물구계학적 특정식물종 장구밥나무 등 생육 - 멸종위기 야생생물 Ⅰ급 노랑부리백로, II급 검은머리물떼새 서식 - 간조 시 윗노랑이섬과 연육되어 서식처 공유                                                                                      | 5,851    | 충남 보령시 오천면 효자도리 산9                                         | 충남      | '18.12.04 | 17차     |
| 256      | 윗노랑이섬           | - 해식애, 파식대, 해식동, 노치 등 지형경관이 우수 - 식물구계학적 특정식물종 큰꿩의비름 등 생육 - 멸종위기 야생생물 Ⅰ급 노랑부리백로, II급 검은머리물떼새 서식 - 간조 시 아랫노랑이섬과 연육되어 서식처 공유                                                                            | 13,686   | 충남 보령시 오천면 효자도리 산10                                        | 충남      | '18.12.04 | 17차     |
| 257      | 나무섬 (하목도)      | - 특정도서 48호 나무섬(상목도)와 육계사주로 연결 - 타포니, 파식대, 해식애 등 지형경관이 우수 - 식물구계학적 특정식물종 진황정 등 생육 - 멸종위기 야생생물 Ⅰ급 노랑부리백로, II급 검은머리물떼새, 섬개개비 서식 - 백로(쇠백로, 중백로, 중대백로), 왜가리, 해오라기, 가마우지 집단번식지 | 3,471    | 충남 보령시 오천면 효자도리 산2                                         | 충남      | '18.12.04 | 17차     |
| 258      | 중결도               | - 대규모 암석돔, 해식애 및 능선부의 토르 분포 등 지형·경관 우수 - 한반도고유종 백운산원추리, 식물구계 Ⅲ등급 모람, 상동나무 등이 생육 - 멸종위기 야생생물 I급 수달, II 급 새매, 구렁이 서식                                                                                             | 248,432  | 전남 여수시 삼산면 초도리 산34-1                                        | 전남      | '19.12.23 | 18차     |
| 259      | 고여                 | - 대규모 파식대, 노치, 타포니, 암석해안 등 지형경관이 우수 - 멸종위기야생생물 I급 수달 서식 - 해안무척추동물 및 해조류 종다양성과 서식처 다양성이 높음 | 6,336    | 전남 여수시 경호동 산240                                                | 전남      | '19.12.23 | 18차     |